# Erkrath
Erkrath è una città tedesca di 43 594 abitanti della Renania Settentrionale-Vestfalia.
Appartiene al distretto governativo (Regierungsbezirk) di Düsseldorf e al circondario (Kreis) di Mettmann (targa ME).
Erkrath si fregia del titolo di "Media città di circondario" (Mittlere kreisangehörige Stadt).

## Storia
Erkrath è una città molto giovane, avendo ricevuto lo status di città il 15 marzo 1966.  Nel 1975, a seguito di una ristrutturazione delle comunità circostanti, vi è stata incorporata la municipalità di Hochdahl, mentre Unterbach, in precedenza sobborgo di Erkrath, si è trasformato in un sobborgo di Düsseldorf. Erkrath oggi è composta da tre nuclei principali: Erkrath, Hochdahl e Unterfeldhaus.
Il primo accenno storico a Erkrath risale al 1148, dove in due documenti si parla di Bernhard von Everkrothe e di Siebert von Everkrothe.  In un altro documento del 1237 si accenna ad un cavaliere chiamato Daniel de Erkerode. Fu probabilmente sede ancestrale del casato di Baviera.

## Amministrazione

### Gemellaggi
- Cergy
- West Lancashire

Erkrath intrattiene "rapporti di amicizia" (Städtefreundschaft) con:
- Leinefelde

Erkrath intrattiene un rapporto di patronato (Patenschaft) con:
- Port-de-Paix

Fonte: